# 10. ročník udílení Cen Sdružení filmových a televizních herců
10. ročník udílení Cen Sdružení filmových a televizních herců se konal 22. února 2005 ve Shrine Exposition Center v Los Angeles v Kalifornii. Ocenění se předalo nejlepším filmovým a televizním vystoupením v roce 2003. Nominace oznámili 15. ledna 2005 Andie MacDowell a Mark Harmon. Ceremoniál vysílala stanice TNT. Speciální cenu získal Karl Malden.

## Vítězové a nominovaní
Tučně jsou označeni vítězové.

### Film
| Nejlepší mužský herecký výkon v hlavní roli | Nejlepší ženský herecký výkon v hlavní roli |
| --- | --- |
| - Johnny Depp jako kapitán Jack Sparrow – Piráti z Karibiku - Sean Penn jako Jimmy Markum – Tajemná řeka - Ben Kingsley jako Amir Behrani– Dům z písku a mlhy - Bill Murray jako Bob Harris– Ztraceno v překladu - Peter Dinklage jako Finbar McBride – Přednosta                                                                                     | - Charlize Theronová jako Aileen Wuornos – Zrůda - Diane Keatonová jako Erica Jane Barry – Lepší pozdě nežli později - Naomi Wattsová jako Cristina Peck– 21 gramů - Patricia Clarkson jako Olivia Harris – Přednosta - Evan Rachel Wood jako Tracy Louise Freeland – Třináctka |
| Nejlepší mužský herecký výkon ve vedlejší roli | Nejlepší ženský herecký výkon ve vedlejší roli |
| - Tim Robbins jako Dave Boyle – Tajemná řeka - Alec Baldwin jako Shelly Kaplow – Smolař - Benicio Del Toro jako Jack Jordan – 21 gramů - Ken Watanabe jako Moritsugu Katsumoto – Poslední samuraj - Chris Cooper jako Tom Smith – Seabiscuit | - Renée Zellweger jako Ruby Thewes – Návrat do Cold Mountain - Patricia Clarkson jako Joy Burns – Večeře s April - Holly Hunter jako Melanie Freeland – Třináctka - Maria Bello jako Natalie Belisario – Smolař - Keisha Castle-Hughes jako Paikea Apirana – Pán velryb         |
| Nejlepší obsazení ve filmu | |
| - Pán prstenů: Návrat krále – Sean Astin, Sean Bean, Cate Blanchett, Orlando Bloom, Billy Boyd, Bernard Hill, Ian Holm, Ian McKellen, Dominic Monaghan, Viggo Mortensen, John Noble, Miranda Otto, John Rhys-Davies, Andy Serkis, Liv Tyler, Karl Urban, Hugo Weaving, David Wenham, Elijah Wood - In America - Tajemná řeka - Seabiscuit - Přednosta | |

### Televize
| Nejlepší mužský herecký výkon v seriálu (drama) | Nejlepší ženský herecký výkon v seriálu (drama) |
| --- | --- |
| - Jerry Orbach jako Lennie Briscoe – Zákon a pořádek - Kiefer Sutherland jako Jack Bauer – 24 hodin - Hank Azaria jako Dr. Craig Huffstodt – Huff - James Gandolfini jako Tony Soprano – Rodina Sopránů - Anthony LaPaglia jako Jack Malone – Beze stopy                                                       | - Jennifer Garnerová jako Sidney Bristow – Alias - Edie Falco jako Carmela Soprano – Rodina Sopránů - Allison Janney jako C. J. Cregg – Západní křídlo - Christine Lahti jako Grace McCallister – Jack & Bobby - Drea de Matteo jako Adriana La Cerva – Rodina Sopránů                                                                                 |
| Nejlepší mužský herecký výkon v seriálu (komedie) | Nejlepší ženský herecký výkon v seriálu (komedie) |
| - Tony Shalhoub jako Adrian Monk – Můj přítel Monk - Jason Bateman jako Michael Bluth – Arrested Development - Sean Hayes jako Jack McFarland – Will a Grace - Ray Romano jako Ray Barone – Raymonda má každý rád - Charlie Sheen jako Charlie Harper – Dva a půl chlapa                                       | - Teri Hatcherová jako Susan Mayer – Zoufalé manželky - Megan Mullally jako Karen Walker – Will a Grace - Patricia Heaton jako Debra Barone – Raymonda má každý rád - Sarah Jessica Parker jako Carrie Bradshaw – Sex ve městě - Doris Roberts jako Marie Barone – Raymonda má každý rád                                                               |
| Nejlepší mužský herecký výkon v minisérii nebo TV filmu | Nejlepší ženský herecký výkon v minisérii nebo TV filmu |
| - Al Pacino jako Roy Cohn – Andělé v Americe - Justin Kirk jako Prior Walter/zahradník v parku – Andělé v Americe - Paul Newman jako manažer – Our Town - Forest Whitaker jako Marcus Clay – Černí bojovníci - Jeffrey Wright jako pan Lies/Norman Ariaga/bezdomovec/evropský anděl/eskymák – Andělé v Americe | - Meryl Streep jako Hannah Pitt/Ethel Rosenberg/rabín/australský anděl – Andělé v Americe - Anne Bancroft jako Contessa –Římské jaro paní Stoneové - Helen Mirren jako Karen Stone Římské jaro paní Stoneové - Mary-Louise Parker jako Harper Pitt – Andělé v Americe - Emma Thompson jako sestra Emily/bezdomovkyně/americký anděl – Andělé v Americe |
| Nejlepší obsazení (drama) | |
| - Odpočívej v pokoji''' – Lauren Ambrose, Frances Conroy, Ben Foster, Rachel Griffiths, Michael C. Hall, Peter Krause, Peter Macdissi, Justina Machado, Freddy Rodriguez, Mathew St. Patrick, Lili Taylor, Rainn Wilson - Kriminálka Las Vegas - Zákon a pořádek - Západní křídlo - Beze stopy                 | |
| Nejlepší obsazení (komedie) | |
| - Sex ve městě – Kim Cattrall, Kristin Davis, Cynthia Nixonová, Sarah Jessica Parker - Will a Grace - Raymonda má každý rád - Frasier - Přátelé | |